# Dolinelater
Dolinelater is een geslacht van uitgestorven kevers uit de familie kniptorren (Elateridae). De wetenschappelijke naam van het geslacht werd oorspronkelijk in 1980 door Vladimir Gdalich Dolin als Idiomorphus gepubliceerd. Omdat het een later homoniem is van Idiomorphus de Chaudoir, 1846 (Carabidae), is deze naam niet geldig gepubliceerd. In 2017 werd dit gecorrigeerd door Huber, Marggi en Menkveld-Gfeller en werd de wetenschappelijke naam van het geslacht geldig gepubliceerd als Dolinelater

## Soorten
- Dolinelater asperatus Huber, Marggi & Menkveld-Gfeller, 2017
- Dolinelater singularis Huber, Marggi & Menkveld-Gfeller, 2017